# Pinar de los Guisos
Pinar de los Guisos es una localidad y pedanía española perteneciente a Chiclana de la Frontera

## Relieve
Pinar de los Guisos está situado a una altitud de 20,6 m s. n. m. y su terreno tiene una inclinación de 20,89%.

## Clima
Su temperatura media anual es de 17.60 °C. En los meses más cálidos la media es de 30,60 °C y los más fríos de 7,30 °C. La precipitación media anual es de 644 mm.